# الثبات الوسطي
الثبات الوسطي يشير إلى قدرة الشخص على الحفاظ على ثبات المنطقة الأساسية الوسطى. والثبات في هذا السياق ينبغي اعتبار القدرة على السيطرة على الوضعية والحركة الأساسية. وبالتالي إذا كان الشخص لديه قدر أكبر من الثبات الوسطي يكون قادر على السيطرة وعلى وضعية الحركة في هذه المنطقة من الجسم. تساعد المنطقة الأساسية في الجسم في مساعدة الحركات الأخرى من الجسم، مثل حركة الأطراف. من خلال تحسين الاستقرار الأساسية تتحسن قدرة الشخص على أداء هذه الحركات الأخرى، مثال على ذلك عند تمارين تحسين الاستقرار الأساسية قد تساعد في تحسين قدرة الشخص على الجري. يطلق على المنطقة الأساسية كذلك أحياناً الجذع أو الظهر، وهناك بعض الاختلافات في العضلات المشمولة في هذة المجموعة. العضلات الرئيسية المشاركة في استقرار الأساسية تشمل قاع الحوض والعضلات المستعرضة البطنية ومتعددة الأجزاء و كلا من الداخلية المائلة والخارجية المائلة والمستقيمة البطنية والعضلات ناصبة الفقرات خاصة العضلة الطولية الصدرية والحجاب الحاجز. تشارك أيضا العضلة العريضة الظهرية والعضلة الألوية الكبرى والعضلة شبة المنحرفة.  تؤثر بشكل كبير عملية التنفس بما فيها حركة الحجاب الحاجز على وضعية الحركة الأساسية؛ وهذا يتضح بشكل أكبر في الشهيق والزفير العميق. على هذا الاساس تؤثر طريقة الشخص في التنفس على قدرتهم على التحكم على الأساسية.
يرجح بعض الباحثين أن توليد الضغط داخل البطن، الناجم عن تنشيط العضلات الأساسية وخاصة البطنية المستعرضة، قد يعمل كداعم للعامود الفقري القطني. /
ترتبط الوسطية مع مركز الجاذبية الأرضية للجسم والذي يقع في منطقة الفقرة العجزية الثانية وثباتها مرتبط بالقوة متساوية القياس أو الساكنة.
وبالإضافة إلى ذلك، فإن العمود الفقري القطني هو المسؤول الأول عن وضعية الجسد والثبات وبالتالي توفير القوة اللازمة لتحقيق الثبات خاصة أثناء ممارسة الرياضة الحركية.

## في الممارسة العملية
كلما أراد الشخص أن يتحرك ليرفع شيء أو ببساطة ينتقل من وضعية إلى آخرى يحدث توتر عضلي في المنطقة الأولى. يحدث هذا التوتر بشكل تلقائي دون وعي  بالتزامن مع تغيير في نمط التنفس. مثال على ذلك عند محاولة الوصول إلى الأمام من وضع  الجلوس على كرسي لالتقاط كوب من على الطاولة تترافق مع الحركة توتر في المنطقة الأساسية من البطن ويمكن أن يشعر به من خلال وضع إحدى اليدين على البطن أثناء أداء الحركة.
تنقبض العضلات المحيطة بالأحشاء كلما زاد الحمل لتشكل من منطقة الجذع مستقرة على هيئة كرة مضاده وموازنة لأي قوة في وضعية الجسم.
يعتقد عموما أن الاستقرار الأساسي ضروري للحفاظ على استقامة الظهر وبخاصة أثناء الحركات التي تتطلب مزيداً من الجهد مثل رفع وزن ثقيل من الأرض إلى الطاولة. لولا الاستقرار الأساسية لكانت منطقة أسفل الظهر بدون دعم وعرضة للإصابة بألتواء اثناء ممارسة التمرينات الرياضية. ويعتقد أيضاُ أنه قد يؤدي وجود نقص في الثبات الأساسي إلى آلام أسفل الظهر وإصابات الأطراف السفلية.
[مِن قِبَل مَن؟]

هنالك نقص في الأدلة البحثية الداعمة لنموذج الثبات الأساسي وكثير من فوائدها.
أوضحت أفضل النتائج أن الثبات الأساسي له نتائج مماثلة للتمارين العامة غير المحددة  (انظر دراسة ليدرمان 09) والمشي.  فشلت التمارين الخاصة بالجذع أو الأساس في الوقاية ضد الإصابات الرياضية  أو تحسين لأداء الرياضي.

## أساليب التدريب
أساليب التدريب من أجل تطوير والحفاظ على الاستقرار الأساسية تشمل:
- بيلاتيس
- كرة التمارين، المعروف أيضا باسم الكرة السويسرية وكرة الثبات وكرة اليوغا و كرة بيلاتيس و كرة اللياقة البدنية

## تمارين لتقوية منطقة الرقبة والصدر والقطنية من العمود الفقري
توجد 24 فقرة في العامود الفقري للمنطقة من الرقبة إلى المنطقة القطنية، وظيفة هذه الفقرات الرئيسية هي حماية الحبل الشوكي وتوفير موقع أرتباط للعديد من عضلات الجسم. كذلك هي تعمل من على توزيع وزن الجسم عند الوقوف منتصباً. تحدث كثير من الإصابات في العمود الفقري نتيجة حوادث السيارات والسقوط أثناء الأنشطة الرياضة والترفيهية. في حين أنه من المستحيل منع مثل هذه الأحداث من الحدوث لكم، يمكن زيادة الضغط داخل البطن وتقوية عضلات الجذع مع الحفاظ على الوضعية المحايدة للعمود الفقري وذلك للتقليل من الإصابات مثل الفتق والتواء عضلة أو وتر، والوثء (الوثي)

### الضغط داخل البطن
العديد من الدراسات وثقت العلاقة بين وجود كمية كبيرة من القوة الأساسية و صحة العمود الفقري في الماضي. بعض من هذه الدراسات كانت قادرة على تحديد أثر عضلات البطن المتعارضة على استقرار العمود الفقري القطني عن طريق زيادة كمية الضغط داخل البطن من أجل الحفاظ على استقامة الفقرات القطنية وتجنب تقعرها أثناء الأنشطة البدنية  وباستخدام تقنيات بسيطة مثل «مناورة فالسالفا».
تساعد تمارين البلانك على تقوية منطقة البطن خاصة العضلة المستقيمة البطنية والعضلة المستعرضة البطنية وكلا من الداخلية والخارجية المائلات.

### تقوية عضلات الظهر
يجب المحافظة على العامود الفقري في وضع محايد والحرص على زيادة الضغط داخل البطن قبل إجراء الحركة التي من الممكن أن تضر العمود الفقري وذلك لتقليل خطر أصابات الظهر. تساعد ممارسة التمارين المعتمدة على وزن الجسم مثل تمرين تمدد الظهر المفرط على تقوية وزيادة ثبات العضلات الداعمة للفقرات.

### الاستشهادات المضمنة
1. ↑  P.W. Hodges, A.E.M. Eriksson, D. Shirley, S.C. Gandevia. 'Lumbar Spine Stiffness is Increased by Intra-Abdominal Pressure' <https://isbweb.org/images/conf/2001/Longabstracts/PDF/0300_0399/0314.pdf> نسخة محفوظة 2017-01-17 على موقع واي باك مشين.
2. ↑  Michael Yessis (2000). Explosive Running. McGraw-Hill Companies, Inc.; 1st edition. ISBN:978-0-8092-9899-0. مؤرشف من الأصل في 2021-08-17.
3. ↑  Kriese M, et al Segmental stabilization in low back pain: a systematic review. Sportverletz Sportschaden. 2010 Mar;24(1):17-25. Epub 2010 Mar 16
4. ↑  Rackwitz B, et al Segmental stabilizing exercises and low back pain. What is the evidence? A systematic review of randomized controlled trials. Clin Rehabil. 2006 Jul;20(7):553-67
5. ↑  May S, Johnson R. Stabilisation exercises for low back pain: a systematic review. Physiotherapy.2008;94(3):179-189
6. ↑  Ferreira PH, Ferreira ML, Maher CG, et al. Specific stabilisation exercise for spinal and pelvic pain: a systematic review. Aust J Physiother 2006;52:79–88
7. ↑  Macedo LG, Maher CG, Latimer J et al 2009 Motor Control Exercise for Persistent, Nonspecific Low Back Pain: A Systematic Review PHYS THER Vol. 89, No. 1, January, pp. 9-25
8. ↑  Lederman, E. The myth of core stability. Journal of Bodywork and Movement Therapies. 2009, doi=10.1016/j.jbmt.2009.08.001
9. ↑  Smeets RJ. Do lumbar stabilising exercises reduce pain and disability in patients with recurrent low back pain? Aust J Physiother. 2009;55(2):138
10. ↑  Childs JD, et al Effects of Traditional Sit-up Training Versus Core Stabilization Exercises on Short-Term Musculoskeletal Injuries in US Army Soldiers: A Cluster Randomized Trial. Phys Ther. 2010 Jul 22
11. ↑  Helewa A, et al., 1999. Does strengthening the abdominal muscles prevent low back pain--a randomized controlled trial. J Rheumatol. 26 (8), 1808-1815
12. ↑  Nadler SF, et al., 2002. Hip muscle imbalance and low back pain in athletes: influence of core strengthening. Med Sci Sports Exerc. 34 (1), 9-16
13. ↑  Hibbs AE, et al Optimizing performance by improving core stability and core strength. Sports Med. 2008;38(12):995-1008. دُوِي:10.2165/00007256-200838120-00004
14. ↑  "Vertebral column". Encyclopædia Britannica. Encyclopædia Britannica Online. Encyclopædia Britannica Inc., 2015. Web. 16 Feb. 2015 <http://www.britannica.com/EBchecked/topic/626589/vertebral-column>. نسخة محفوظة 2015-05-02 على موقع واي باك مشين.
15. ↑  Gardner-Morse, M., & Stokes, I. (1998). The Effects of Abdominal Muscle Coactivation on Lumbar Spine Stability. Spine, 23(1), 86-91.
16. ↑  Goldish, MD, G., Quast, MD, J., Blow, MD, J., & Kuskowski, PhD, M. (1994). Postural Effects on Intra-Abdominal Pressure During Valsalva Maneuver. Arch Phys Mad Rehabil ,, Vol75, 324-327.